# Luis Korda

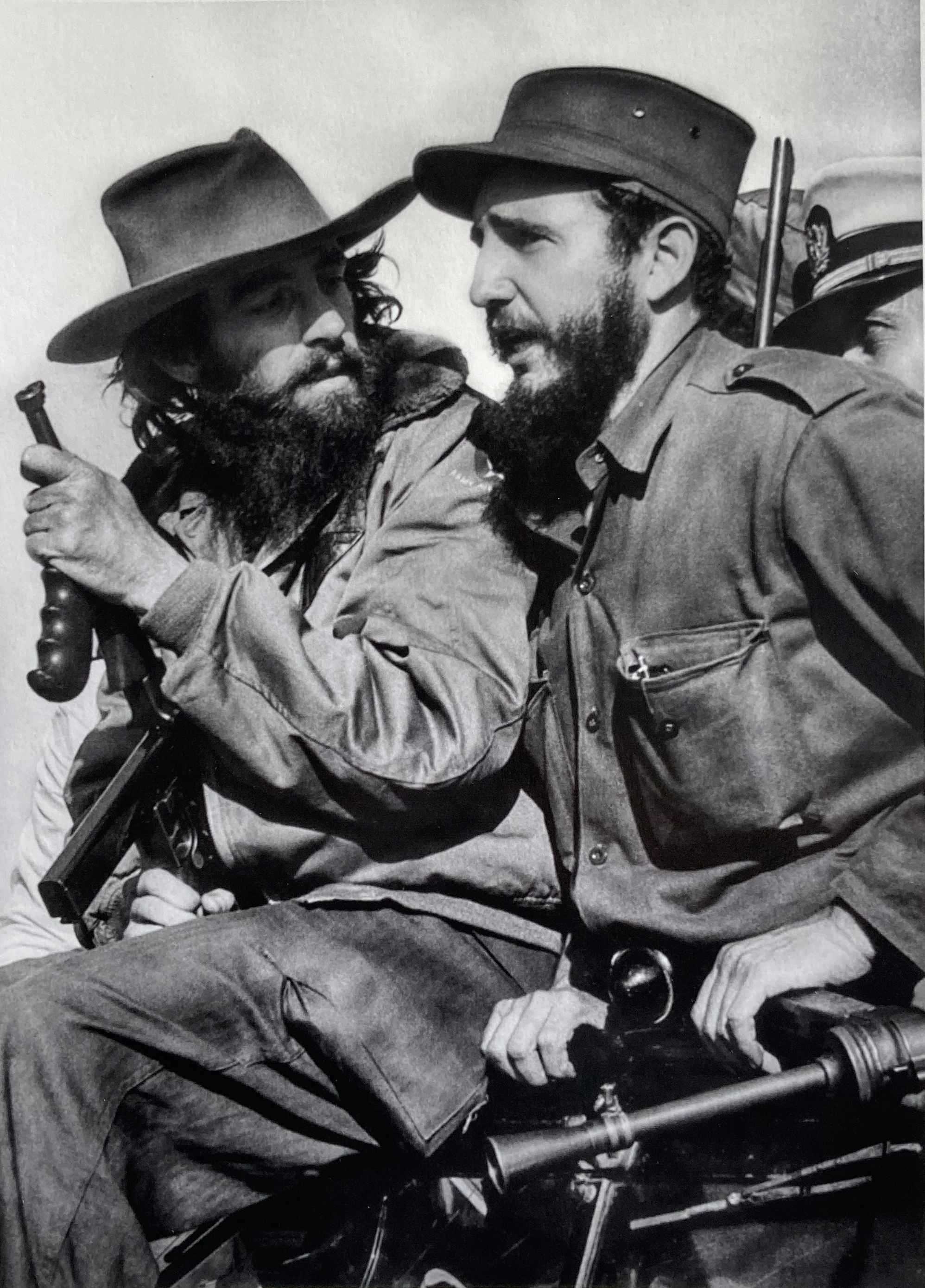
Nejznámější Kordova fotografie: Fidel Castro a Camilo Cienfuegos, Havana, 8. ledna 1959

Luis Antonio Peirce Byers, známý jako Korda (17. ledna 1912, Manzanillo, Kuba - 19. prosince 1985, Havana) byl kubánský fotograf.

## Životopis
Narodil se jako syn severoamerického horníka a jamajské matky Luis Antonio Peirce Byres, v Manzanillo na Kubě. V roce 1956 založili v Havaně s Albertem Díazem Gutiérrezem fotografický ateliér Korda Studios. Název společnosti pochází z proslulého maďarsko-britského filmu režisérů Alexandra a Zoltana Kordy a oba fotografové se pod tímto jménem proslavili. Luis byl známý jako Korda starší (Luis Korda) a Alberto Korda jako mladší (Alberto Korda). Společnost se specializovala na módní fotografii a tradiční reklamní fotografii, například pro pojišťovny, farmaceutické výrobce, propagační práce pro Bacardi a pivovar Hatuey, prodejce aut a podobně. Součástí jejich práce bylo také fotografické zpravodajství a podávání zpráv, například z nejznámější kubánské automobilové soutěže Carrera z Oinar del Rio via Saua la Grande do Havanny. V říjnu 1956 oba fotografové přestěhovali své studio do prvního patra budovy přímo naproti nově vznikajícího hotelu Capri na ulici Calle 21 (č.p. 15) ve Vedadu a o několik týdnů později změnili jméno společnosti na Studios Korda.
Studios Korda se vyznačuje různorodostí vydávaných zpráv a také neutrálním, ale stále se měnícím studiovým razítkem, které se objevuje na zadní straně každého snímku. Luis byl významný fotograf a především velmi technicky nadaný. Nicméně nebyl nadaný obchodník a tak nejevil zvláštní zájem o získání provizí. Dá se předpokládat, že většinu produkce studia získal jeho partner Albert. Alberto Díaz působil především jako fotograf a cestovní společník Fidela Castra, ke kterému měl blízký vztah, a také Ernesta Guevary, kterého považoval za dost arogantního, tento jeho osobní názor sdílel s mnoha dalšími fotografy.
Kordova nejslavnější fotografie je také nejdůležitější fotografií kubánské revoluce - ukazuje revolucionáře vstupující do Havany dne 8. ledna 1959 v čele průvodu s Fidelem Castrem a Camilem Cienfuegosem.
Ze strachu, že bude jejich firma jako soukromá společnost obětí znárodnění, odkázali ji v listopadu 1966 instituci Oficina de Asuntos Historicos (vedl v té době Celia Sánchez), spolu se všemi negativy týkající se revoluce. Přesto o dva roky později, 14. března 1968, byla společnost oficiálně ukončena v rámci poslední vlny znárodnění a umělecká díla byla zabavena. Většina komerčních a módních fotografií Alberta, Luise a jejich pozdějšího spolupracovníka Genoveva Vasqueze byla ztracena, a spolu s nimi také řada důležitých a doposud málo známých snímků z kapitoly v historii kubánské fotografie.
Po uzavření Korda Studios pracoval Luis Korda pro satirický týdeník Palante a magazín Bohemia. Zemřel 19. prosince 1985 v Havaně.